# Вестник «Народной воли»
«Ве́стник „Народной воли“» (рус. дореф. Вѣстникъ народной воли, фр. Messager de la volonté du peuple) — журнал русских эмигрантов, членов исполкома революционной организации «Народная воля». Издавался в 1883—1886 годах в Женеве (Швейцария). Вышло пять номеров журнала.
Членами редакции были находившиеся в Париже Лев Александрович Тихомиров, Мария Николаевна Ошанина, Пётр Лаврович Лавров.
Журнал очень тенденциозно освещал события в Российской империи, фиксируя внимание читателей на антиправительственных выступлениях рабочих и крестьян и замалчивая позитивные изменения в социально-экономической жизни страны.
В то же время журнал печатал развёрнутые обзоры социалистических движений в странах Западной Европы, которые, по мнению их авторов, должны были стать руководством к действию для русских революционеров. Много места на страницах «Вестника „Народной воли“» занимали хроники революционной борьбы и воспоминания народовольцев об их террористических актах.
Журнал начал выходить в годы упадка и идейного разброда в «Народной воле», который особенно усилился после распространения на территории Российской империи идей марксизма. В декабре 1886 года вышел пятый и последний номер «Вестника „Народной воли“».